# 佐々木那津
 佐々木 那津（ささき なつ、1987年8月8日 - ）は、日本の社会医学者、産業医。専門は職場のメンタルヘルス、精神保健疫学、実装科学。妊婦や育児中の女性などを対象とした周産期メンタルヘルス領域や、就労女性のリプロダクティブヘルスに関する研究者でもある。東京都渋谷区出身。

## 略歴
- 2006年　東京大学　教養学部　理科II類入学
- 2010年　東京大学　医学部健康科学・看護学科健康科学コース（現 健康総合科学科）卒業
- 2014年　東京大学 医学部医学科卒業
- 2017年　独立行政法人国立病院機構東京医療センター・東京大学医学部附属病院（初期研修）
- 2018年　恵比寿産業医事務所　産業医
- 2022年　東京大学医学系研究科医学博士課程（社会医学専攻）修了（指導教員は川上憲人）
- 2022年　国立精神・神経医療研究センター 精神保健研究所, 公共精神健康医療研究部, 研究員
- 2022年　東京大学大学院医学系研究科, 精神保健学分野, 助教を経て講師
- 2023年　米国ワシントン大学セントルイス校 Center for Mental Health Services Research, Center for Dissemination & Implementation, Institute for Public Health, 客員研究員

## 著書
- 「働く人の最高の休み方」（2025年6月18日発売／青春出版社）

## 受賞歴
- 2025年　日本精神神経学会　PCN Reviewer Award (優秀査読者賞)
- 2024年　第32回日本産業ストレス学会　優秀演題賞
- 2024年　日本神経精神薬理学会　NPPR Article Award 2024[2]
- 2024年　日本神経精神薬理学会　NPPR Review Award 2023[3]
- 2024年　日本産業衛生学会　産業医部会長賞（優秀演題）
- 2024年　日本産業衛生学会　優秀査読者賞
- 2023年　大久保利晃産業保健研究奨励賞
- 2022年　第118回日本精神神経学会学術総会　優秀発表賞
- 2021年　日本産業衛生学会　若手論文賞

## インタビュー記事
- 朝日新聞「在宅勤務とメンタルヘルスの関係は 産業医に聞く「5類後」の注意点」（2023年6月4日）
- 朝日新聞デジタル「在宅勤務はメンタルにいい？　5類移行後、出社率はコロナ前の7割弱」（2023年6月8日）

## 研究成果のメディア報道
- 日本経済新聞「東大、6か月間のコホート研究により仕事における孤独感と離職との関係を立証」（2025年2月）
- 大学ジャーナル「仕事上の孤独感が離職リスクを2.46倍に　東京大学が半年間の追跡調査で確認」（2025年4月）
- 小学館＠DIME「小児期に経験した虐待やいじめは成人期のメンタルヘルスにも影響する？」（2024年7月）
- 日本経済新聞「広がるリモートハラスメント　上司の過度な監視横行」（2021年11月）

## 招聘講演・研修
- 厚生労働省 第3回雇用の分野における女性活躍推進に関する検討会「働く女性の健康課題とその対策」（2024年3月26日）[4]
- 自由民主党 女性活躍推進特別委員会「働く女性の健康課題とその対策」（2024年4月24日）
- 東京都医師会・渋谷区医師会 産業医研修会「Withコロナ時代の 職場のメンタルヘルス課題」（2023年2月18日）
- 日本医師会主催 第42回 産業保健活動推進全国会議「コロナ禍における労働者のメンタルヘルス」（2021年2月4日）

## 所属学会
- 日本公衆衛生学会
- 日本精神神経学会
- 日本産業衛生学会
- 日本産業ストレス学会
- 日本疫学会
- 日本行動医学会
- 日本トラウマティック・ストレス学会

## 研究業績
詳細は　https://researchmap.jp/sasakinatsu